# Крымский конный полк
Кры́мский ко́нный Её Вели́чества Госуда́рыни Императри́цы Алекса́ндры Фёдоровны полк — кавалерийская воинская часть Русской Императорской армии. Старшинство с 1 марта 1784 года, сформирован в 1906 году на основе Крымского дивизиона. Казармы размещались в Симферополе. Участвовал в Первой мировой войне. Во время Гражданской войны в России формировался в декабре 1918 года под тем же названием в составе Добровольческой армии.

## Формирования и кампании полка

### Таврические национальные дивизионы
1 марта 1784 года последовал Высочайший указ «о составлении войска из новых подданных, в Таврической области| обитающих», в составе пяти дивизионов. Состав каждого дивизиона был установлен в 7 офицеров и 200 нижних чинов. Они получили наименование Таврических национальных дивизионов конного войска. Крымские татары называли чинов их «бесилии» (название это употреблялось и официально). Сначала было сформировано три дивизиона. В конце 1787 года они были сведены в два, а в 1790 году учреждены ещё четыре дивизиона, и все они были направлены к границам Польши. В 1792 году четыре дивизиона были распущены по домам, а в 1796 году то же было сделано и в отношении остальных.

### Симферопольский, Перекопский, Евпаторийский и Феодосийский полки

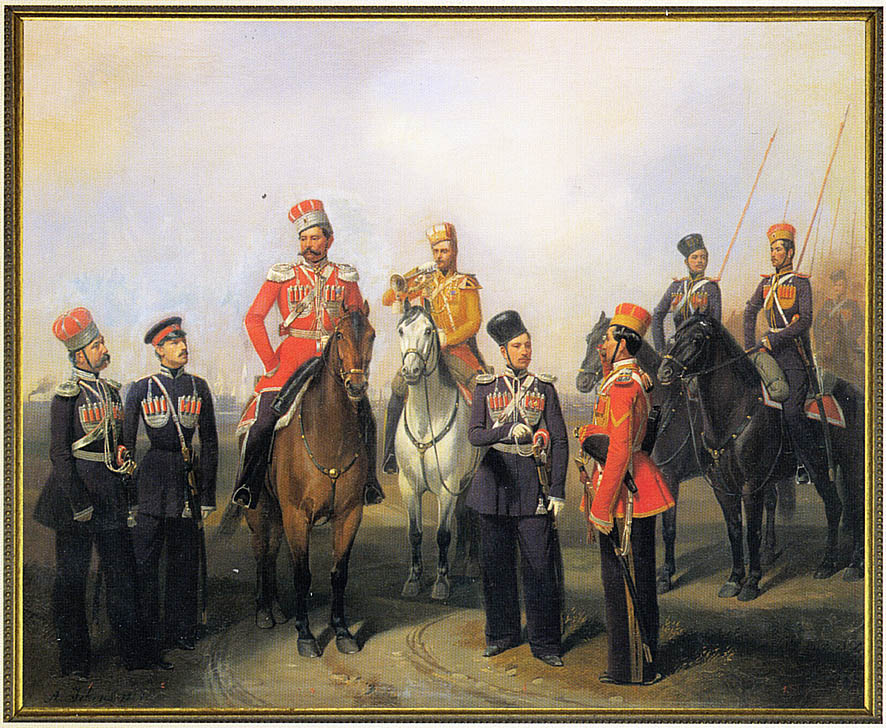
Группа чинов Крымско-Татарского эскадрон, 1858 год. Картина работы А. И. Гебенса.

«Крымский казак конвоя ЕИВ». Французская гравюра 1860 года.

Ввиду желания жителей Таврической губернии содержать на свои средства ополчение, 12 марта 1807 года из крымских татар, вызвавшихся добровольцами, были сформированы четыре конных полка пятисотенного состава (Симферопольский, Перекопский, Евпаторийский и Феодосийский) по образцу донских казачьих полков. В 1807 году полки выступили в Вильно, но в связи с окончанием боевых действий были возвращены с полдороги и 9 августа распущены по домам.
24 января 1808 года полки вновь были собраны. Симферопольский полк 21 мая выступил в Вильно, где в 1809 году вошел в состав Казачьей бригады генерала Иловайского 3-го. Перекопский полк 31 мая выступил в Гродно, где вошёл в состав корпуса генерала Платова. Евпаторийский полк 30 мая 1809 года выступил в с. Махновку Киевской губернии, где вступил в состав 2-й Западной армии. Феодосийский полк 1 июня 1809 года выступил в с. Махновку Киевской губернии.
Во время Отечественной войны 1812 года и заграничных походов русской армии Симферопольский и Перекопский полки в составе корпуса генерала Платова приняли участие в сражениях при Смоленске, Можайске, Бородине, Малоярославце, Тарутине, а в 1813 году участвовали в блокаде Данцига. Перекопский полк в 1812 году нёс кордонную службу по реке Неман, а в 1813 году участвовал в битве при Кульме. Феодосийский полк в 1812—1815 годах нёс кордонную службу по реке Южный Буг.
В 1814 году (Феодосийский в 1815) полки вернулись в Крым, и чины их были распущены по домам. 7 мая 1817 года последовал приказ об их расформировании.

### Крымско-Татарский эскадрон
В 1827 году из крымских татар, преимущественно имевших боевые отличия, был сформирован эскадрон, наименованный 20 июля лейб-гвардии Крымско-Татарским, который был причислен к лейб-гвардии Казачьему полку. Высочайшим приказом 26 июля его офицерам были присвоены права старой гвардии.
В русско-турецкую войну 1828—1829 гг. эскадрон в составе лейб-гвардии Казачьего полка участвовал в осаде крепости Варны.
В Восточную войну 1854—1855 гг. эскадрон нёс кордонную службу на побережье Балтийского моря, а льготная его часть, входя в состав Крымской армии, участвовала в бою на р. Чёрной в отряде генерала Рыжова.
26 мая 1863 года эскадрон был упразднён, а вместо него в составе Собственного Его Величества конвоя повелено было иметь команду лейб-гвардии Крымских татар. В русско-турецкую войну 1877—1878 гг. льготные смены её принимали участие в делах при Горном Дубняке, Ловче и Плевне, за подвиги в которых команде были пожалованы знаки отличия на головные уборы. 16 мая 1890 года команда была расформирована.

### Крымский полк

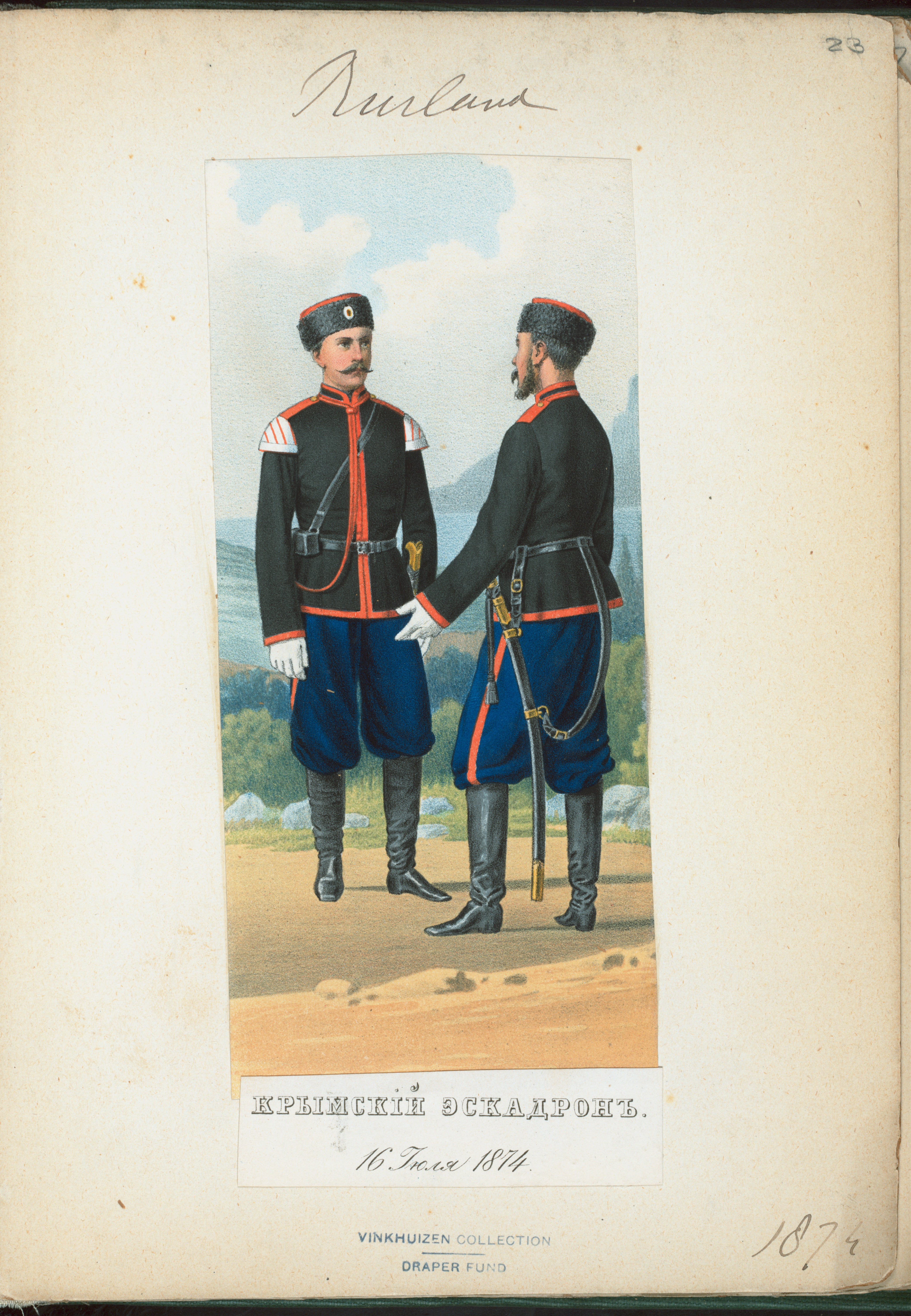
Военнослужащие Крымского эскадрона, 1874 год.

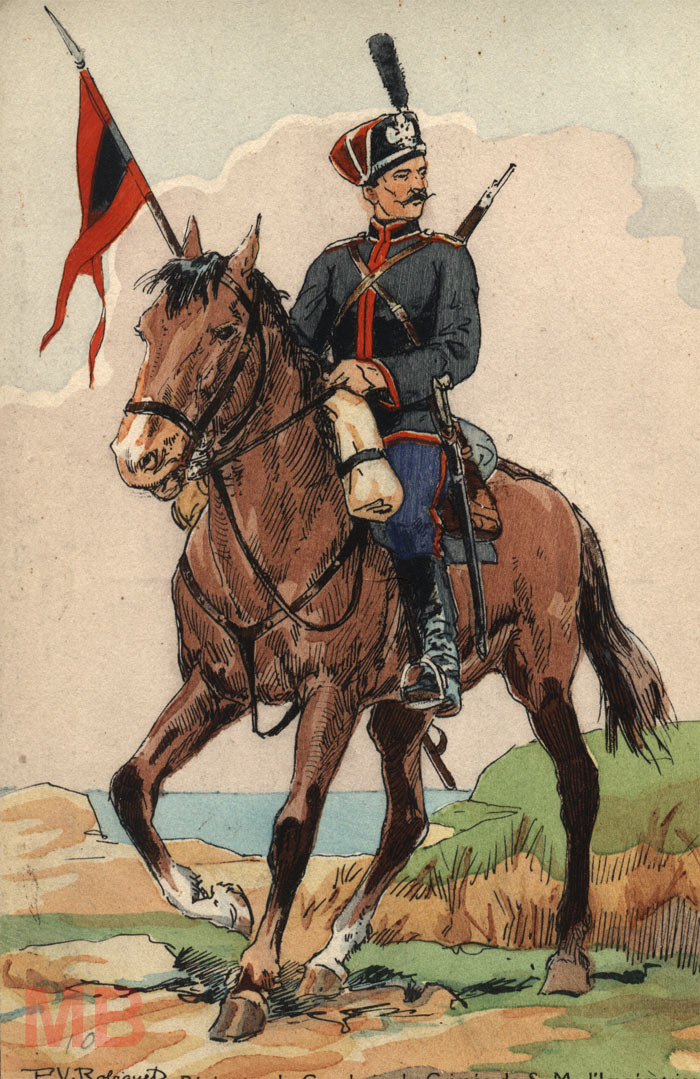
Военная форма. 1914. Крымский конный полк

Однако, кроме лейб-гвардии Крымско-Татарского эскадрона (сотни) из крымских татар, 12 июня 1874 года был сформирован Крымский эскадрон. 22 июля 1875 года он переформирован в дивизион.
В русско-турецкую войну 1877—1878 гг. дивизион нёс кордонную службу на Крымском побережье. 17 апреля 1882 года из пеших нижних чинов, состоявших при дивизионе сверх комплекта, сформирована Крымская стрелковая рота, подчинявшаяся командиру дивизиона до её расформирования 24 декабря 1893 года.

21 февраля 1906 года Крымский дивизион был развёрнут в полк, который 1 апреля наименован драгунским, а 31 декабря 1907 года — Крымским конным.

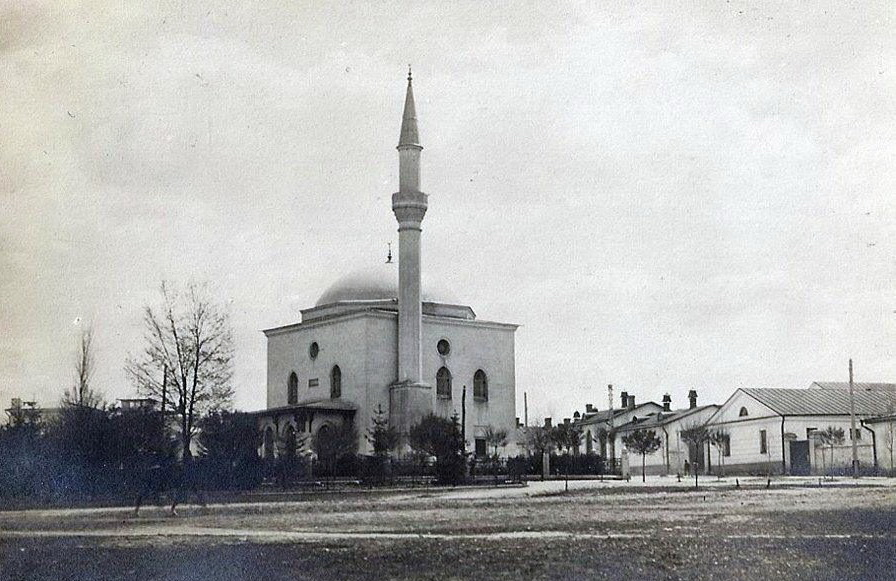
Мечеть Драгунского конного полка, 1910—1930, Симферополь

10 октября 1909 года, в воспоминание высокой чести, выпавшей на долю крымцев, — встретить и сопровождать невесту наследника цесаревича, впоследствии императрицу Александру Фёдоровну, полк получил наименование Крымского конного Её Величества Государыни Императрицы Александры Фёдоровны полка. 5 ноября того же года император Николай II зачислил себя в списки полка. В 1910 году приказом по военному ведомству офицерам полка присвоены при парадной форме вне строя алые мундиры. Старшинство полку присвоено с 1 марта 1784 года, то есть со времени учреждения Таврических национальных дивизионов; полковой праздник — 23 апреля.
Проект строительства первой в Крыму воинской мечети Крымского драгунского конного полка был утвержден в строительном отделе Таврического губернского правления 31 января 1909 года. Она была построена на средства, пожалованные российским императором. Николай II пожертвовал на ее возведение 10 тыс. руб. и подарил ковры стоимостью 50 тыс. руб. Строительство продолжалось восемь месяцев и уже 10 октября 1909 года в присутствии заказчика, полковника Княжевича, был подписан акт технической экспертизы. Позднее мечеть получила название «Валиде Шериф» («Мать народов»). Мечеть драгунского конного полка просуществовала до 1930 года.

#### Первая мировая война

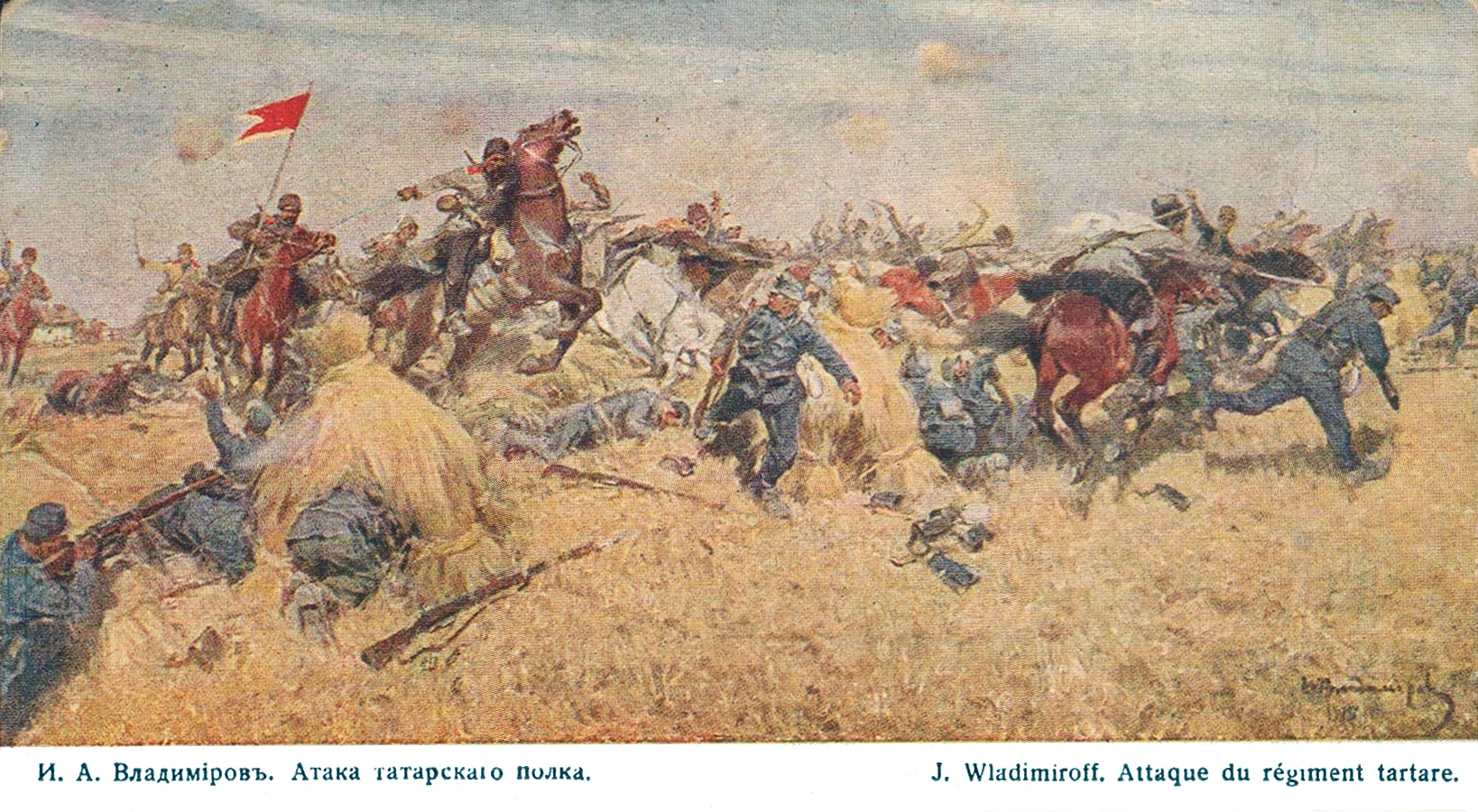
Владимиров И. А. Атака татарского полка. Почтовая открытка

Во время Первой мировой войны полк вошел в состав Сводной кавалерийской дивизии генерала Скоропадского на Северо-Западном фронте, участвовал в сентябрьских боях 1914 г. в Августовских лесах, затем вошёл в состав 4-й Отдельной кавалерийской бригады и участвовал в декабрьских боях в Восточной Пруссии.
В январе 1915 г. полк вошёл в состав 30-го армейского корпуса и был переброшен на Юго-Западный фронт, где участвовал в боях в Карпатах. В апреле 1915 г. полк вошёл в состав 33-го армейского корпуса. Активно участвовал в Заднестровской операции 26 апреля — 2 мая 1915 г.
Во время Брусиловского прорыва 1916 г. часть полка являлась войсковой конницей 33-го армейского, а другая — 41-го армейского корпусов 9-й армии. Полк отличился в ходе Наступления Юго-Западного фронта 1916 г. 3 сентября 1916 г. 2-й эскадрон полка на Нараювке у Липицы Дольна овладел 3 германскими гаубицами.
На 22.12.1916 г. — в составе 23-го армейского корпуса 7-й армии.

## Знаки различия

### Нижние чины
| Описание        | Знаки различия по состоянию на 1909—1917 гг. | Знаки различия по состоянию на 1909—1917 гг. | Знаки различия по состоянию на 1909—1917 гг. | Знаки различия по состоянию на 1909—1917 гг. | Знаки различия по состоянию на 1909—1917 гг. | Знаки различия по состоянию на 1909—1917 гг. | Знаки различия по состоянию на 1909—1917 гг. | Знаки различия по состоянию на 1909—1917 гг. |
| --------------- | -------------------------------------------- | -------------------------------------------- | -------------------------------------------- | -------------------------------------------- | -------------------------------------------- | -------------------------------------------- | -------------------------------------------- | -------------------------------------------- |
| Погоны          |                                              |                                              |                                              |                                              |                                              |                                              |                                              |                                              |
| Воинское звание | Подпрапорщик                                 | Подпрапорщик в должности вахмистра           | Вахмистр                                     | Старший унтер-офицер                         | Младший унтер-офицер                         | Ефрейтор                                     | Всадник (на правах вольно- определяющегося)  | Всадник                                      |
| Группа          | Унтер-офицеры                                | Унтер-офицеры                                | Унтер-офицеры                                | Унтер-офицеры                                | Унтер-офицеры                                | Солдаты                                      | Солдаты                                      | Солдаты                                      |

Другие погоны

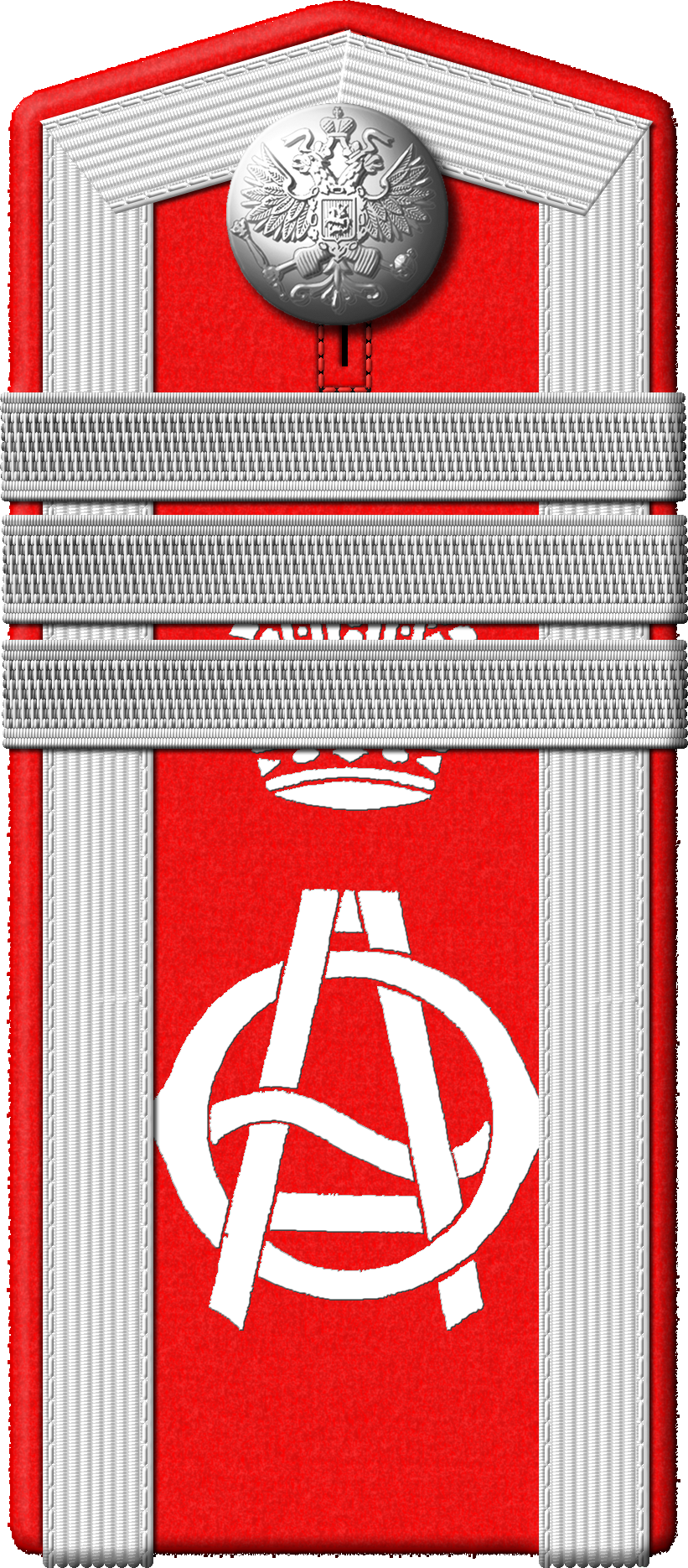
Старший унтер-офицер (сверхсрочной службы)
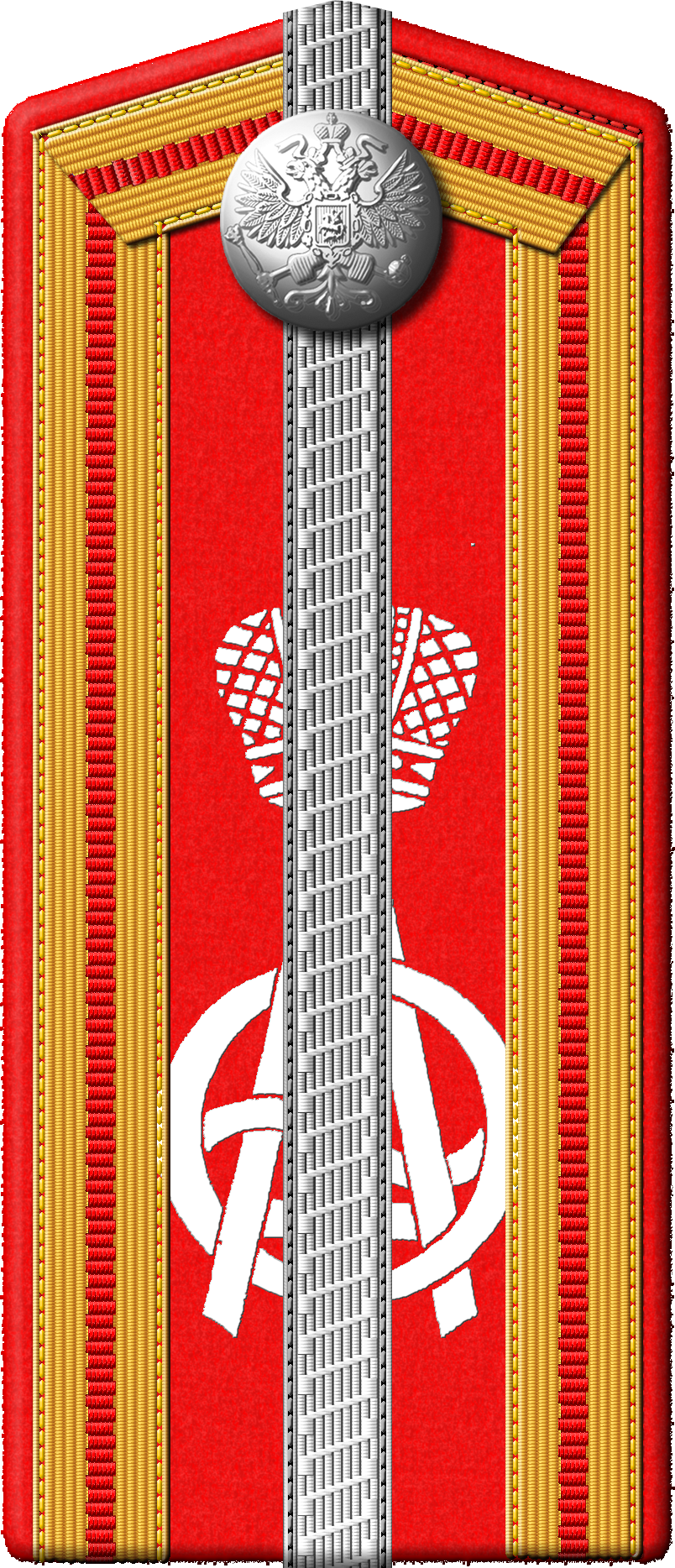
Унтер-берейтор (Наездник — унтер-офицерского звания)
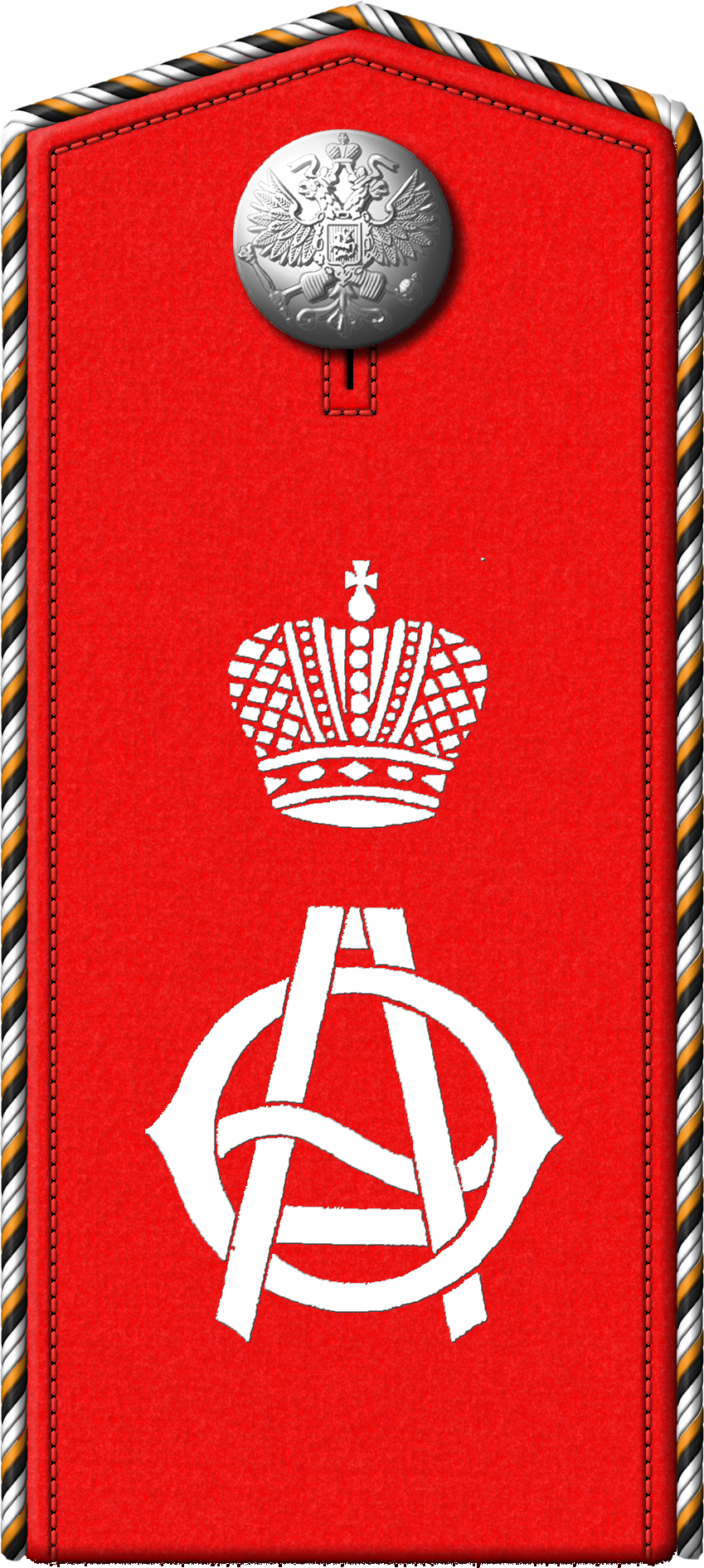
Всадник на правах вольно- определяющегося
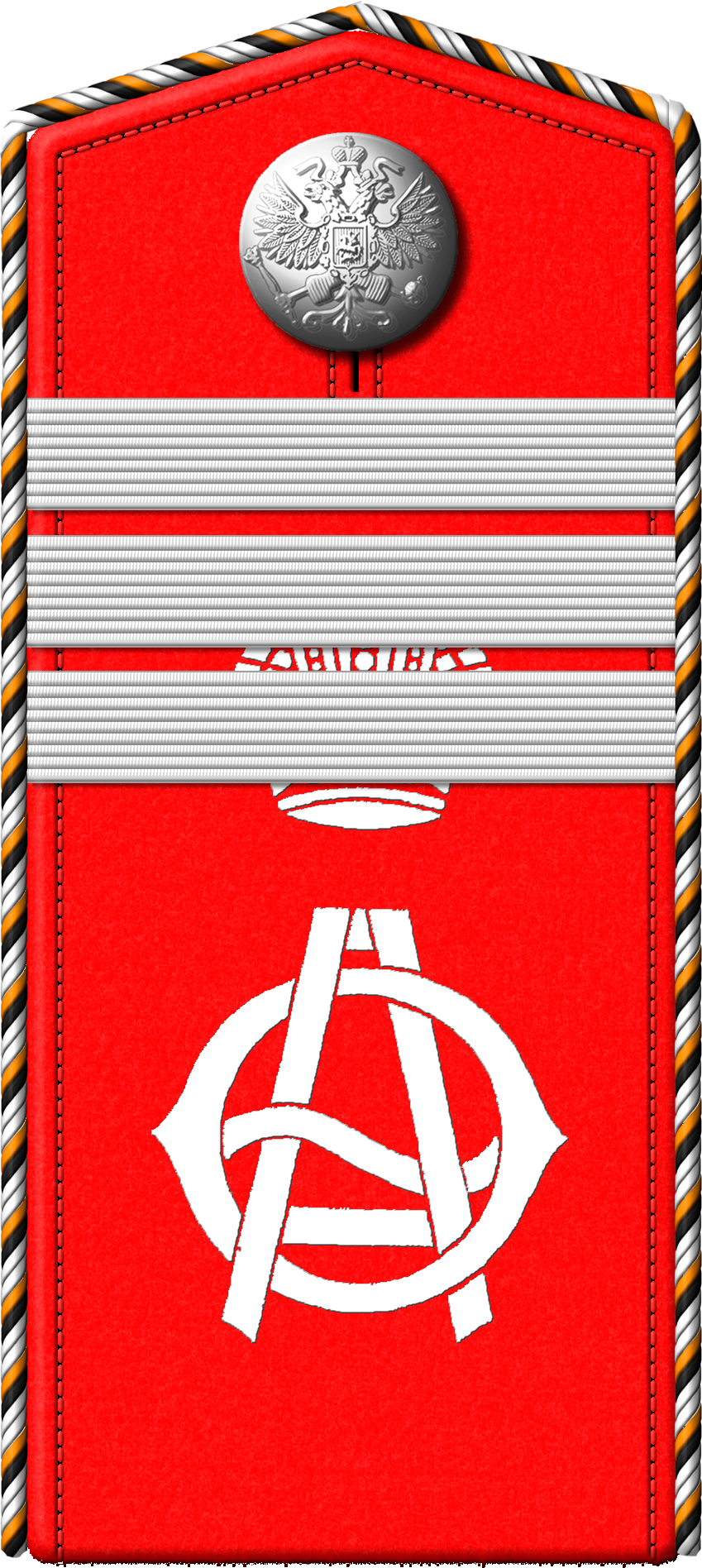
Старший медицинский фельдшер

## Командиры полка

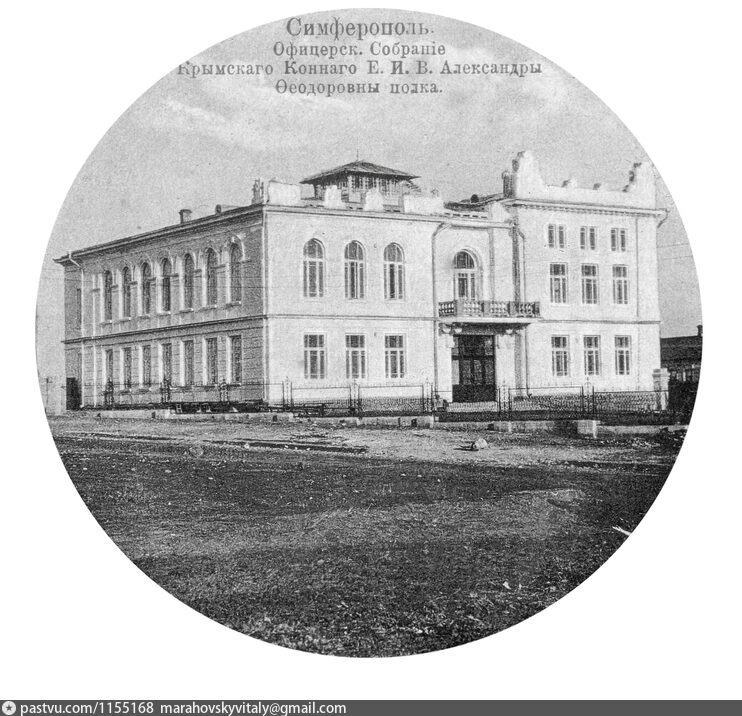
Офицерское собрание

- 11.09.1880 — 26.12.1886 — полковник граф Милютин, Алексей Дмитриевич
- 25.01.1888 — 13.12.1893 — полковник фон Транзеге, Отто Егорович (фон Транзе, Георгий Георгиевич)[6]
- 10.01.1894 — 03.07.1896 — полковник Баумгартен, Леонид Фёдорович[7]
- 30.06.1897 — 24.02.1900 — полковник Карташёв, Василий Трофимович
- 04.04.1900 — 22.03.1901 — полковник Чернота-де-Бояры-Боярский, Бронислав Людвигович
- 17.05.1901 — 27.11.1903 — полковник граф Келлер, Фёдор Артурович
- 11.09.1908 — 09.10.1912 — флигель-адъютант полковник (с 23.04.1912 Свиты Е. В. генерал-майор) Княжевич, Николай Антонинович
- 09.10.1912 — 14.01.1916 — полковник Дробязгин, Сергей Аркадьевич
- 24.01.1916 — 04.1917 — полковник Ревишин, Александр Петрович
- 15.06.1917 — 11.11.1917 — полковник Мурузи, Александр Александрович[8]
- с 11.11.1917 — полковник Бако Григорий Александрович

## Другие формирования этого имени
- Старый Крымский пехотный полк — сформирован в 1803 году. Полк этот был расформирован в 1834 году, причём 1 и 2-й батальоны поступили в Тенгинский пехотный полк, а 3-й батальон был переформирован в Грузинский линейный № 12 батальон, который в 1874 году поступил на пополнение 155-го пехотного Кубинского полка.
- Новый 73-й пехотный Крымский полк — сформирован на Кавказе 17 апреля 1856 года, в составе 5 батальонов, из 1, 2, 3, 4 и 5-го Черноморских линейных батальонов; расформирован в 1918 году.

## Участие в Гражданской войне в России

### Бои в Крыму зимой 1917/1918 года
Вернувшийся в конце 1917 года в Крым с фронта Крымский конный полк послужил ядром вооружённых формирований самопровозглашённого крымского краевого правительства — Совета народных представителей. В Крыму в декабре 1917 года был создан Объединённый крымский штаб, объединивший под своим командованием разрозненные части, находящиеся в Крыму, которые не признавали большевистского переворота в Петрограде и попыток крымских революционеров установить в Крыму власть советов. На базе полка был сформирована бригада под командованием полковника Г. А. Бако, в которую записалось около пятидесяти офицеров. Военнослужащие бригады использовались краевым правительством для поддержания порядка в населённых пунктах Крыма. В январе 1918 года крымские сторонники советской власти начали устанавливать её силой, в том числе и силой оружия. В ходе боёв с отрядами революционных матросов и красногвардейцев силам Крымского штаба было нанесено поражение. Погибло 13 офицеров Крымского конного полка.

### В Добровольческой армии
Весной 1918 года, после занятия Крыма немцами в Симферополе собрались 15 офицеров бывшего Крымского конного полка и решили воскресить полк в рядах Добровольческой армии. Однако, под германской оккупацией открытое формирование полка было невозможно. Только после ухода германцев из Крыма и занятия Крыма Добровольческой армией началось воссоздание полка. 7 декабря 1918 года в местной газеты было помещено объявление:

Приказом Добровольческой армии и с согласием краевого военного министерства в Симферополе формируется кадровый эскадрон Крымского конного полка. Всем чинам Крымского конного полка предлагаю вступить в ряды родного конного полка. Кавалеристов офицеров, юнкеров, вольноопределяющихся и добровольцев приглашаю в полк на общих для Добровольческой армии основаниях. Приём заявления будет производиться с 7 декабря с 10 до 12 часов дня в здании Офицерского собрания Крымского конного полка.

Полковник Бако.
К весне 1919 года, когда красные начали наступление на Крым, в полку числилось уже около 450 человек. Полк, совместно с другими малочисленными частями Добровольческой армии принял участие в крымском отступлении, к маю с боями отступив к Керчи, где принимал участие (совместно со 2-м конным генерала Дроздовского полком) в кровопролитной борьбе с красными партизанами, скрывавшимися в керченских каменоломнях.
5 июня 1919 года Добровольческая армия в Крыму перешла в наступление. Принял в нём участие и Крымский конный полк, гоня красных от Керчи к Сивашу, а затем принимая участие в ликвидации последнего очага сопротивления красного Крыма — Севастополя. В июле 1919 года на базе Крымского конного полка был образован Сводно-драгунский конный полк, который был назначен десантной частью Одесской десантной операции. После взятия Одессы полк в составе частей Новороссийской области ВСЮР воевал на «петлюровском фронте», пройдя боевой путь от Одессы до Могилёв-Подольского, где полк застала весть о поражении под Орлом. Был дан приказ на отступление. К 22 декабря изрядно поредевший (в основном из-за эпидемии тифа) полк вновь оказался в Одессе. Здесь пути эскадронов полка разошлись — часть личного состава, но без лошадей, была погружена на пароход «Саратов», уходивший в Севастополь. Сводный эскадрон принял участие в Бредовском походе, в составе «конной группы генерала Склярова», понеся большие потери. Причём от полного истребления от холода, голода, руки красных, зелёных или петлюровцев эскадрон спасали местные евреи, которые узнавали в чинах эскадрона тех самых крымцев, которые только 4 месяца тому назад, в этих самых местах, наступая на петлюровцев, евреев не обижали, не грабили и рассчитывались за постой. Оставшаяся в Одессе команда, которая должна была обеспечить погрузку на пароход «Владимир» полковых лошадей, была практически полностью схвачена красными и судьба её членов трагична.
По прибытии в Новую Ушицу остатки Сводного эскадрона Крымского конного полка были интернированы польскими властями. 

### В Русской армии Врангеля
Весной 1920 года Крымский конный полк прибыл в Крым на пароходе «Саратов». Ввиду проблем с укомплектованием полка, приказом Главнокомандующего Русской армией Крымский конный полк был сведён в 3-х эскадронный дивизион. Один из эскадронов образовался из влитого в дивизион Татарского конного полка, в который зачисляли только крымских татар. Полк принял участие в прорыве сивашских позиций красных 25 мая 1920 года, в кровопролитных летних боях в Северной Таврии.
В осенних боях по защите Крыма полк потерял почти весь личный состав (на Перекопском перешейке в неравном бою с массами красной конницы, зашедшей в тыл по скованному ранним льдом Сивашу, погибли эскадроны Крымцев, Рижских драгун, Сумских и Иркутских гусар). 1 ноября, когда остатки полка прибыли в Ялту, в составе полка насчитывалось не более тридцати человек, включая и офицеров. К ним присоединилась небольшая команда, из числа выздоравливающих больных и раненых. Воспользовалось приказом Врангеля, разрешающим остаться на родине, не более пяти человек, и те помогали своим однополчанам грузится на судно. Лошади остались на берегу, орудия конно-артиллеристов брошены в море. 2 ноября транспорт «Крым» отчалил от причала Ялты с остатками Крымского конного полка. Пароход «Крым» 4 ноября прибыл на рейд Константинополя, а 15 ноября доставил крымчан в Галлиполийский лагерь. Югославское правительство согласилось принять чинов «Конного корпуса» (в который были сведены все конные части, оказавшиеся в Галлиполи) на службу в пограничную стражу. В конце лета 1921 года чины конного корпуса были перевезены в Югославию. За время 10-месячного пребывания в Галлиполи число чинов Крымского полка ещё уменьшилось — кто уехал на родину, если его родные места не были захвачены большевиками, кто в Бразилию, Чехию или на учёбу в Европу. В Югославии оказалось 20 человек крымцев.
Впоследствии все крымцы, служившие в полку, вне зависимости от того, кто и когда служил и где в данный момент находился, объединились в «Полковом объединении Крымского конного её Величества полка».